# Серёгина, Ольга Витальевна
Ольга Витальевна Серёгина (девичья фамилия Кожанова; род. 1956) — советская и российская артистка балета и педагог-хореограф. Заслуженная артистка Чувашской Республики (1982), Заслуженная артистка Российской Федерации (1992).

## Биография
Родилась 7 января 1956 года в городе Новокуйбышевск Куйбышевской области (ныне Самарская область), где работали её родители. После рождения дочери они вернулись в Чебоксары.
Здесь родители привели её в ансамбль песни и танца Чебоксарского Дома пионеров. Когда девочка окончила четыре класса, в Чебоксарах проходил набор во вторую Чувашскую балетную студию — она прошла четыре тура и в числе двадцати отобранных ребят поехала учиться в Ленинградское хореографическое училище им. А. Вагановой (ныне Академия русского балета имени А. Я. Вагановой), где её педагогами были Л. Якобсон и Н. Петрова. В 1996 году окончила Российскую академию театрального искусства.
С 1975 года Ольга Серёгина — солистка Чувашского музыкального театра (ныне Чувашский театр оперы и балета). В 1998—2000 годах занимала пост главного балетмейстера театра. С 2008 года здесь же перешла на педагогическую деятельность. В качестве артистки балета создала на сцене театра как классические образы, так и роли в ведущих партиях джаз- и рок-балетов. Также сыграла роли национальных героинь Чувашии. Её первой главной партией на сцене Чувашского музыкального театра стала роль Маши в «Щелкунчике» П. И. Чайковского.
Заслуженная артистка Чувашской Республики (1982), Заслуженная артистка Российской Федерации (1992), лауреат премии Комсомола Чувашии им. М. Сеспеля (1984) и Государственной премии Чувашской Республики (2005).
22 апреля 2021 года в рамках XXV Международного балетного фестиваля в Чебоксарах состоялся творческий вечер заслуженной артистки России и Чувашии Ольги Серёгиной. Её дочь Анна тоже стала балериной.